# Вахсмут, Вильгельм
Вильгельм Готфрид Вахсмут (нем. Wilhelm Gottfried Wachsmuth ; 28 декабря 1784, Хильдесхайм, Курфюршество Саксония - 23 января 1866, Лейпциг, Королевство Саксония) — немецкий историк, педагог, профессор и ректор Лейпцигского университета. Доктор наук. Действительный член Саксонской академии наук (с 1846).

## Биография
С 1803 по 1806 год изучал филологию и протестантское богословие в университете Галле. Затем, работал учителем в монастырской школе в Магдебурге. В 1815 году стал доцентом филологии в университете Галле. 
С 1820 до 1826 год — ординарный профессор классической филологии в Кильском университете, с 1826 до 1865 год — профессор истории философии Лейпцигского университета. Семь раз был деканом на философского факультета в Лейпциге , в 1835/1836 избирался ректором Лейпцигского университета.

## Научная деятельность
Известен, благодаря свои работам по истории культуры. Вместе с Иоганн ом Густавом Дройзеном был одним из зачинателей античной историографии.
Ряд работ посвящён истории Хильдесхаймского княжества-епископства и Нижней Саксонии.

## Избранные труды
- Ältere Geschichte der Römer. Halle 1819
- Entwurf einer Theorie der Geschichte. Halle 1820
- Grundriß der allgemeinen Geschichte der Völker und Staaten. Leipzig 1826
- Hellenische Altertumskunde, 4 Bde.. Halle 1826-1830
- Historische Darstellungen aus der Geschichte der neuern Zeit, 3 Bde.. Leipzig 1831-35
- Europäische Sittengeschichte, 5 Bde.. Leipzig 1831-1839
- Geschichte Frankreichs im Revolutionszeitalter, 4 Bde.. Hamburg 1840-1844
- Weimars Musenhof in den Jahren 1772-1807. Berlin 1844
- Das Zeitalter der Revolution, 4 Bde.. Leipzig 1846-1848
- Allgemeine Kulturgeschichte, 3 Bde.. Leipzig 1850-1852
- Geschichte der politischen Parteiungen, 3 Bde.. Braunschweig 1853-1857
- Geschichte deutscher Nationalität, 3 Bde.. Braunschweig 1860-1862
- Niedersächsische Geschichten. Braunschweig 1863